# Haltiavuori (kulle i Finland)
Haltiavuori är en kulle i Finland.   Den ligger i den ekonomiska regionen  Helsingfors  och landskapet Nyland, i den södra delen av landet, 11 km norr om huvudstaden Helsingfors. Toppen på Haltiavuori är 60 meter över havet.
Terrängen runt Haltiavuori är huvudsakligen platt. Runt Haltiavuori är det mycket tätbefolkat, med 3 249 invånare per kvadratkilometer. Närmaste större samhälle är Helsingfors, 11,0 km söder om Haltiavuori. I omgivningarna runt Haltiavuori växer i huvudsak barrskog.